# Dulovo (cratère martien)
Pour les articles homonymes, voir Dulovo.
Dulovo est un cratère d'impact de 18 km de diamètre situé sur Mars dans le quadrangle de Syrtis Major par 3,7° N et 84,5° E à l'ouest de Libya Montes au sud d'Isidis Planitia.